# ジャン・ムーラン (通報艦)
ジャン・ムーラン（Jean Moulin, F 785）は、フランス海軍のデスティエンヌ・ドルヴ級通報艦5番艦。艦名は第二次世界大戦中、レジスタンス運動に参加し、ゲシュタポに逮捕され拷問死したジャン・ムーランに由来する。

## 艦歴
「ジャン・ムーラン」は、DCNロリアン工廠で建造され1975年1月15日に起工、1976年1月31日に進水、1977年5月11日に就役する。
「ジャン・ムーラン」は当初ブレスト、一時はヌメアに配備されるもブレストに再配備され海外領土や経済水域の警備の他に、潜水艦部隊の支援や法執行活動および救難を担当し海洋における諸任務に当たる。
1993年4月から5月にかけてユーゴスラビアに対する禁輸措置や、1997年3月から6月にかけてのシエラレオネでの自国民避難作戦に参加する。
1999年5月14日に退役する。2000年にはトルコ海軍との売却交渉があるも進展せずブレスト基地に留め置かれた。2009年6月30日に船体番号をQ 834に変更され解体される事となる。